# Necropoli di Palastreto
La necropoli di Palastreto è una necropoli etrusca risalente all'VIII secolo a.C., situata nella zona di Quinto Fiorentino (Sesto Fiorentino, Firenze), presso Santa Lucia alla Castellina.

## Storia
La necropoli fu utilizzata presumibilmente da più villaggi etruschi della zona tra l'VIII e il VI secolo a.C. Delle sepolture, tutte tombe a pozzetto e a pozzo per incinerati, si conservano attualmente solo le parti inferiori ricavate nella roccia calcarea della collina, mentre le parti superiori, originariamente rivestite da anelli sovrapposti per arginare il movimento terroso in forte pendenza, sono andate disperse a causa di smottamenti e manomissioni seguite all'abbandono della necropoli. La fase più antica è testimoniata da semplici sepolture a pozzetto, all'interno delle quali venivano calate direttamente le urne con le ceneri dei defunti, corredate dagli oggetti del corredo funebre. Le fasi successive, tra la fine dell'VIII e il VI secolo a.C., vedono affiancarsi e sovrapporsi alle sepolture più antiche pozzi di diametro e profondità maggiori, adatti a contenere le urne accolte, a loro volta, in orci di terracotta di grandi dimensioni. Alcune di esse sono costituite da coppie di pozzi affiancati che in alcuni casi dovevano presentare deposizioni sovrapposte, destinate a individui legati da vincoli familiari. La presenza di alcune fosse di pianta quadrangolare fa ipotizzare l'esistenza di tombe a cassone litico nelle quali lo ziro (orcio) era accolto in una vera e propria grande cassa ricavata da lastre di pietra imposte verticalmente nella roccia e sigillate superiormente da un'altra orizzontale. In questo periodo si data una serie di opere di terrazzamento in muratura a secco, di cui rimangono significativi avanzi, atte a regolare la pendenza del terreno e a delimitare diverse zone di fruizione del sepolcreto.
Non si hanno indizi che possano documentare lo sfruttamento della necropoli oltre la metà del VI secolo a.C. 
Oggi le buche sono per la maggior parte ricoperte, i materiali ritrovati si trovano a Firenze e a Sesto Fiorentino, mentre l'area è liberamente visitabile.

## Galleria d'immagini

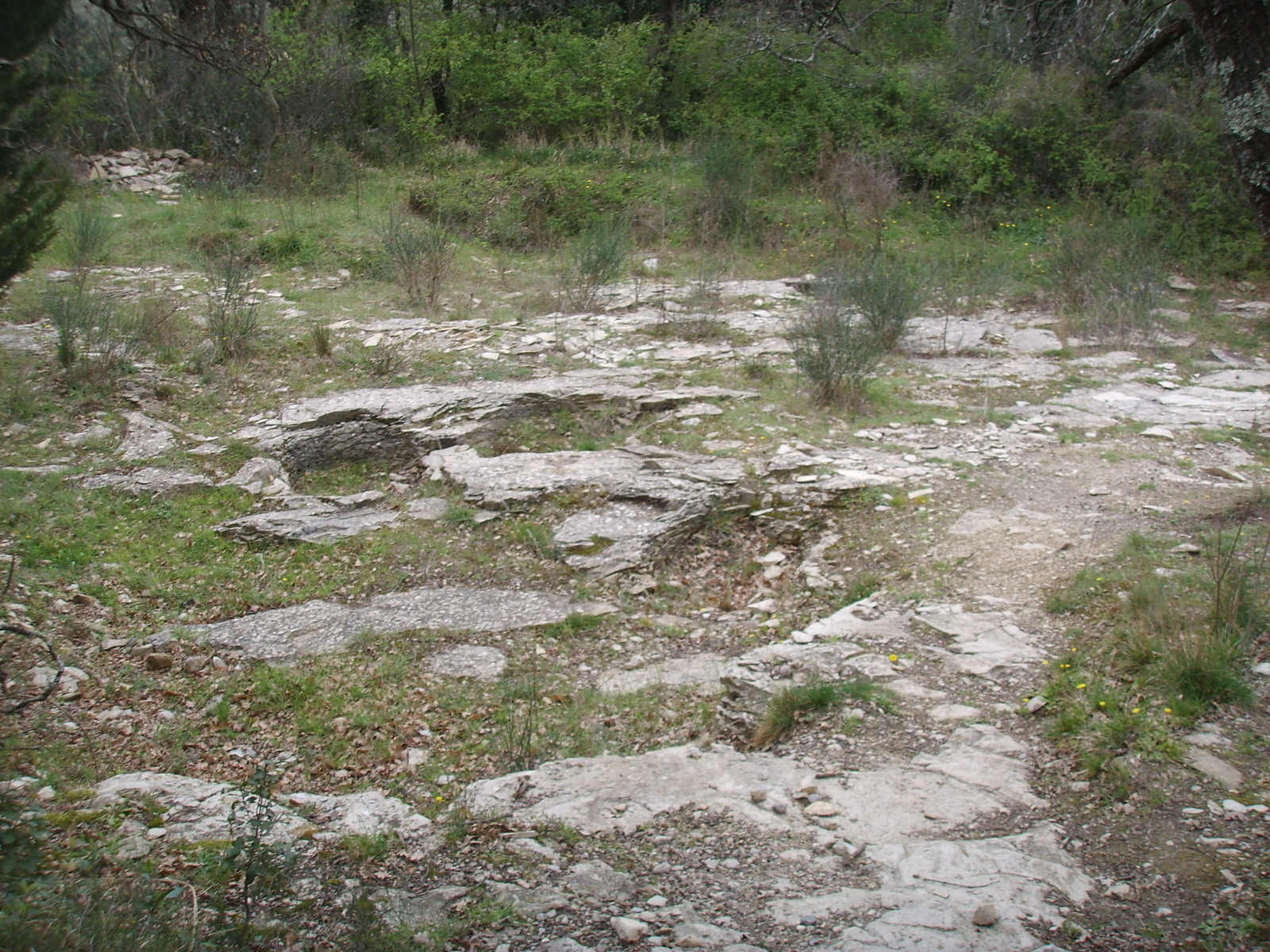
Veduta complessiva
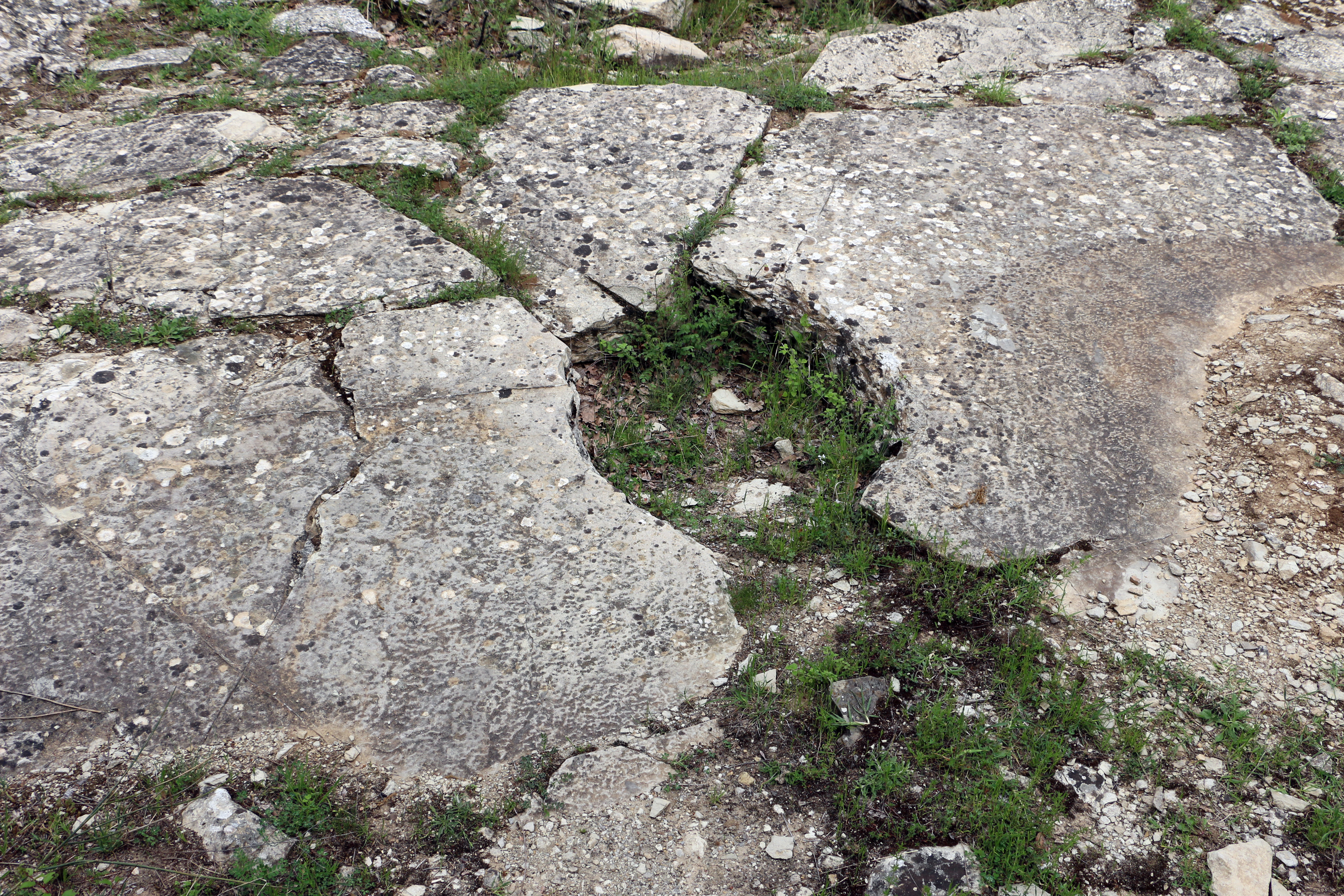
Pozzetto circolare
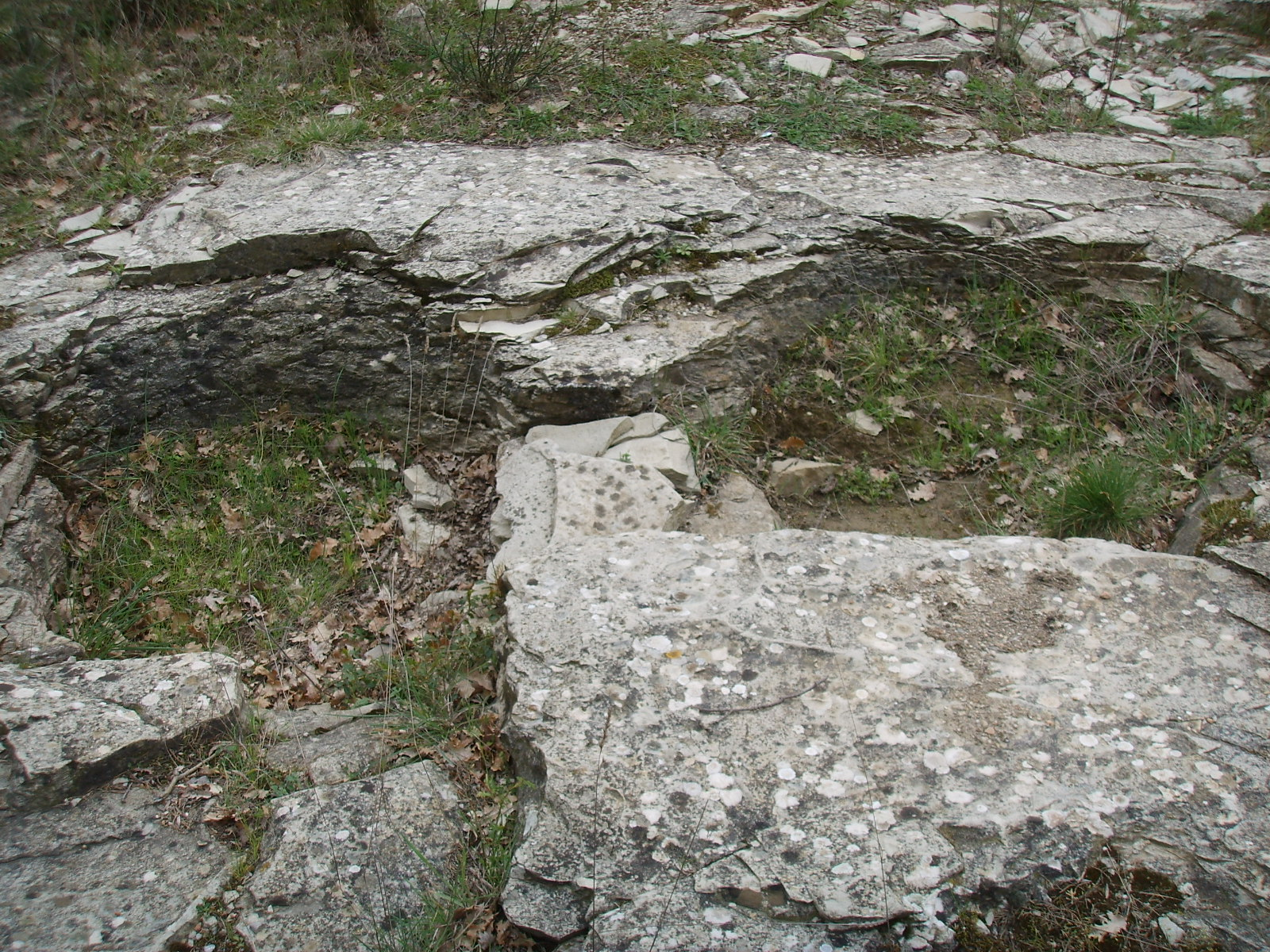
Pozzetti vicini